# Putiatin
Putiatin – osiedle typu miejskiego w Rosji, w Kraju Nadmorskim. W 2010 roku liczyło 887 mieszkańców.